# Chemical Communications
Chemical Communications（略称：Chem. Commun.）は、イギリスの王立化学会により出版される、査読付き学術誌である。化学に関する幅広い分野についての研究報告が掲載される。年間100件もの論文が掲載される。
トムソン・ロイター社によるJournal Citation Reportsによると、2018年のインパクトファクターは6.164である。